# ニュース845
ニュース845（ニュースはちよんご）は、2017年度までNHK総合テレビで月曜 - 金曜が祝日に重なった日に放送されていた『NHKニュース』のローカルニュース番組。NHK放送センターからの関東・甲信越地方の番組ロゴタイプ、セット、音楽、タイムテーブルは「首都圏ニュース845」に準じている。2014年度までは、20:55より茨城県・山梨県・長野県・新潟県で、各地のニュース・気象情報を放送していた。2015年度からは、番組全体が関東・甲信越ブロックの放送となった。関東・甲信越地方を除く地域の845については、「関東・甲信越を除く地域の編成」の項目等を参照。
公開されている2018年度のNHK番組表によれば、同年度以降、祝日や振替休日の同時間帯のニュース・気象情報は「ニュース845」ではなく、20:55 - 21:00の5分間の「ニュース・気象情報」になっているため、祝日としての放送は終了し、同年度以降は、お盆期間中の8月中旬頃に放送されている。それ以外でも「ニュースウオッチ9」が放送される編成の次第により当番組が放送される場合がある。

## 関東・甲信越を除く地域の編成
NHKは21時前にローカルニュースを編成しており、各地域のローカルニュースおよび気象情報が主な内容となる。
『NHKニュース21』終了後は『NHKニュース11』や『ニュース10』のように全国ニュースが21時台の放送でなかったため、2004年3月以前の祝日は通常の土曜日・日曜日と同様、前半10分間の全国ニュースと5分間の各局別ローカルニュースを放送していた。
2004年4月より『NHKニュース9』が祝日も定時に放送されることに伴い、15分間全編がローカル枠となった。関東・甲信越ではその時から、NHK首都圏放送センター制作により、『首都圏ニュース845』の祝日版として放送している。その他の地域では、北海道（NHK札幌放送局）、東北（NHK仙台放送局）、東海北陸（NHK名古屋放送局）、関西（NHK大阪放送局）、中国（NHK広島放送局）、四国（NHK松山放送局）、九州沖縄（NHK福岡放送局）のブロックで放送されていた。
2018年4月以降の祝日は、通常の土曜日・日曜日と同様、前半10分間の全国ニュースと5分間のローカルニュースの放送に戻ったが、ローカルニュースの地域ブロック単位での放送は継続された。
大抵の司会者は18時台のローカルニュースを担当するキャスターの兼業が多いが、曜日・道府県によっては宿直アナウンサーの担当となる場合もある。近年においても、この逆のパターンになるケースが出るようになっている。
なお、2020年度までは23時台にもローカルニュース枠が放送されていたが、編成変更により23時台は15分以上のワイドニュースが事実上廃止、5分間の全国の定時ニュース枠が最終版となったため、ローカル枠は20:45（土曜20:50、日曜20:55）枠がその日の最終版となった。

## 各地域ごとのタイトル（祝日を除く月曜 - 金曜20:45）
| 放送局 | タイトル               | オープニング           | 備考など |
| ------ | ---------------------- | ---------------------- | --- |
| 札幌   | ほっとニュース845      | 独自                   | 以前のタイトルは、『北海道トゥデイ』→『ほくほくニュース845』→『まるごとニュース845』→『ネットワークニュース845』→『ニュース北海道845』。 函館・旭川・帯広・釧路・北見・室蘭の各放送局も自局時間帯の放送は一切行わず、平日・祝日を問わず全編札幌局からの放送。                                                                                          |
| 仙台   | ニュースてれまさ845    | 独自                   | 2018年3月までは『NHKニュースみやぎ845』。 オープニングのCG出しが異なる。 |
| 秋田   | ニュースこまち845      |                        | 以前は他の東北地方とは違うオープニングを使用していたが、後に仙台放送局と同様のものに変更した。しかし、2017年度から再び独自のオープニングに変更された。 |
| 山形   | やままる845            |                        | 以前のタイトルは『NHKニュース845やまがた』。 |
| 盛岡   | NHKニュースいわて845   |                        | |
| 福島   | NHKニュース845ふくしま | 独自 (旧)              | 東北ブロック放送となる祝祭日のオープニングは、平日のタイトルから県名を抜いたものが仙台局から流れていた。 |
| 青森   | あっぷるワイド845      |                        | 2018年3月までのタイトルは、『NHKニュースあおもり845』で、「ニュース」のロゴが独自のものが使われていた時期があった。 |
| 首都圏 | 首都圏ニュース845      | 汎用                   | 以前のタイトルは、『ニュースセンター845』。 2012年4月から、県域のテレビ放送を開始している宇都宮・前橋両放送局も自局時間帯の放送は当面の間行わず、全編東京からの放送となる。 |
| 水戸   | 茨城ニュース845        | 汎用                   | 2024年度までは「首都圏ニュース845」の旧テーマ曲・CGを20年半にわたって使用した。 |
| 長野   | 信州845                | 独自                   | |
| 新潟   | 新潟ニュース845        | 独自                   | 以前は『新潟FILE845』。 「首都圏ニュース845」の旧テーマ曲・CGを使用していた時期もあった。 |
| 甲府   | ニュース山梨845        |                        | |
| 名古屋 | ニュース845            | 汎用                   | 名古屋局から東海3県(愛知・三重・岐阜)のニュースを伝える。 正式な番組タイトルは『ニュース845東海』であるが、数年前から「東海」が省略されている。 以前は「首都圏ニュース845」の旧テーマ曲・CGを使用したオープニングがあったが、2022年度～2024年度までは廃止されていた(ロゴは残っていた)。 2025年度から汎用オープニングに変更し、オープニングが復活した。 |
| 静岡   | ニュースしずおか845    | 汎用                   | 2024年まではオリジナルのCGを使用し、BGMは「首都圏ニュース845」の旧テーマ曲であった。 |
| 富山   | ニュースとやま845      | 独自                   | 以前は『とやま845』。 「首都圏ニュース845」の旧テーマ曲・CGを使用していた時期もあった。 |
| 金沢   | NHKNEWS金沢845         | 汎用                   | 番組表上は「newsかがのと」となっているが、実際の放送では使用されていない。（2024年4月から2025年3月までは番組表通り「newsかがのと」で放送していた） 2004年3月までは『ニュース845』のタイトルで、2024年3月までは『NHKニュースいしかわ845』のタイトル（「首都圏ニュース845」の旧オープニングタイトルと旧テーマ曲が使われた）で、それぞれ放送。            |
| 福井   | ニュースザウルス845    | 汎用+独自ロゴ          | 以前は『福井ニュース845』。 |
| 大阪   | 関西NEWS845            | 汎用+独自BGM           | 以前のタイトルは、『きんき845』→『関西845』。 2015年4月よりタイトルロゴは『ニュース845』のものに変更したが、番組表の正式なタイトルは2017年3月31日までは『関西845』だった。 現在は『ニュース845〜関西のニュースと気象情報〜』が正式タイトルとなっている。 2025年度から、BGMはそのまま汎用オープニングに変更。                                           |
| 京都   | 京都ニュース845        | 汎用                   | |
| 神戸   | リブラブひょうご845    | 独自                   | 2024年3月29日までのタイトルは『兵庫ニュース845』。 2018年度までは、大阪放送局の『関西845』で2015年3月まで使用していたオープニングと同じBGM・タイトルロゴを使用していた。 |
| 和歌山 | わかやま845            | 汎用                   | |
| 奈良   | ならナビ845            | 独自                   | 2020年9月25日までのタイトルは『なら845』で、大阪放送局と同じオープニングCGを使用していた。 |
| 大津   | おうみ845              | 独自                   | |
| 広島   | お好み845              | 汎用(アレンジ)+独自BGM | 以前のタイトルは、2009.3までは『ひろしまニュース845』で、2023.3までは『広島ニュース845』だった。 2000年代初期までは、「首都圏ニュース845」の旧テーマ曲・CGを使用していた。 2025年度から、汎用オープニングをベースとしたものに変更(「845」の上に「お好み」が入る)。BGMは「お好みワイドひろしま」をベースとしたものである。                              |
| 岡山   | もぎたて!845           | 独自                   | 以前のタイトルは〜2024.3までは『岡山ニュース845』。 「首都圏ニュース845」の旧テーマ曲・CGを使用していた時期もあった。 |
| 山口   | 情報維新!やまぐち845   | 独自                   | 以前のタイトルは『やまぐち845』。 |
| 松江   | しまねっと845          |                        | |
| 鳥取   | とっとりNEWS845        | 汎用(アレンジ)         | 2025年度から、汎用オープニングをベースとしたものに変更(「845」の上に「とっとりニュース」が入る)。 |
| 松山   | ひめポン!845           | 独自                   | 以前のタイトルは『845えひめ』→『えひめ845』。 |
| 高松   | ゆう6かがわ845         | 独自                   | 以前のタイトルは『きょうのニュースかがわ』→『845かがわ』。 |
| 徳島   | とくしまニュース845    | 独自                   | |
| 高知   | こうちいちばん845      | 独自                   | 以前のタイトルは『ニュース845こうち』。 |
| 福岡   | ニュース845福岡        | 汎用                   | 「NHK」が入るようになった時期は完全デジタル化によるシステム見直しが実施された2010年7月5日から。それまでは古い『首都圏845』のオープニングを10年以上も流用していた。 2025年度から、汎用オープニングに変更されている。 |
| 北九州 | ニュース845北九州      | 汎用                   | 2008年3月31日開始。 |
| 佐賀   | NHKニュース845佐賀     | 汎用                   | 2011年度～2024年度までは『ニュースおかえり佐賀845』であった。 |
| 長崎   | ニュース845長崎        | 独自                   | |
| 熊本   | ニュース845くまもと    | 汎用                   | オープニングCGは東京局使用のものを、BGMは福岡局のものを採用していたが、2020年頃に廃止された。オープニングがなかった当時は画面右下にタイトルを表示するのみだった。 2025年度から汎用オープニングに変更し、オープニングが復活。 |
| 大分   | ニュース845おおいた    | 独自                   | BGMは福岡局のものを採用、CGは大分局独自。 |
| 宮崎   | ニュース845宮崎        | 汎用                   | 正式な番組タイトルは『ニュース845宮崎』であるが、2007年ごろから「宮崎」の文字がなくなっていた（→ニュース845宮崎）。 しかし、2011年4月からタイトルが変わり、「NHKニュース845宮崎」として4年ぶりに「宮崎」の文字がタイトルに入った。 |
| 鹿児島 | 情報WAVE845かごしま    | 独自                   | 2021年3月までは『ニュース845かごしま』。 『かごしま845』だった時期もあったが、その時も新聞のテレビ欄では「ニュース845かごしま」と表記されていた。 2017年3月31日までは「首都圏ニュース845」の旧テーマ曲・CGを使用していた。 |
| 沖縄   | ニュース845沖縄        | 独自                   | CGは福岡局のものを、BGMは福岡局で2010年6月まで使用していたものを採用。 |

終了
| 放送局 | タイトル          | 備考                                                                                   |
| ------ | ----------------- | -------------------------------------------------------------------------------------- |
| 岐阜   | ニュース855・岐阜 | 『ニュース845東海』の20:55からの5分間を県域放送に差し替えたもので、2017年9月末で終了。 |
| 津     | ニュース・みえ    | 『ニュース845東海』の20:55からの5分間を県域放送に差し替えたもので、2017年9月末で終了。 |

## 全国ニュースとしての845
- 日曜日の20:45 - 20:55（2021年度までは土曜日も放送（それ以降も『サタデーウオッチ9』休止時に組まれることもある）、変動あり）[注釈 1]で全国のニュースを伝えている。電子番組表でのタイトルは「ニュース・気象情報」、番組内で表示のタイトルは『NHKニュース』となっている。
- 祝日版は現在放送されていない。2018年度 - 2020年度は不定期で放送していた。
- 前半の10分は全国ニュース、後半の5分は地域ごと（全地域広域ニュース）に地方ニュースを伝える。全国ニュース部分で天気予報は伝えない。関東・甲信越地方のニュースもそのまま担当[注釈 2]。
- 担当は、原則土日祝の『NHKニュース7』のキャスター[注釈 3][注釈 4]。
- かつてはプロ野球やJリーグ（J1）、大相撲（中入り後の勝敗）の結果が放送されていたが、現在はいずれも割愛されている。

## その他
- ブロックネット（関東・甲信越、東海・北陸、九州・沖縄、東北）のテーマ曲は拠点局の平日版と共通。タイトルCGはそれぞれ、「首都圏」「福岡」「みやぎ」の文字が抜かれている。東海・北陸では平日と同様のタイトルCGを使用している。
- 2025年度から使用されている汎用オープニングCGは、土・日・祝のローカルニュース枠に使用されているものもある。
- 放送日は『首都圏ネットワーク』など18時台のローカルニュースが休止となるため、関東・甲信越ではそれを踏まえて4 - 5分程度のミニ特集を放送することが多い（ニュースが多い場合は放送しない）。
- 2017年度までは、九州・沖縄ブロック（2014年度までは関東・甲信越も、20:55以降は水戸・宇都宮・前橋は関東地方での放送となっていた）では、エリア全体向けの放送は20:55までで、その後はそれぞれ21:00まで各局エリアのニュース・気象情報を放送していた。ただし、北九州局は福岡県域の放送となる。
- 関東では気象情報の前に流れるジングルの際、『首都圏ニュース845』で使用されているCGは表示されない。
- 放送時間の変更案内のテロップ（全国送出時）では「各地の「ニュース・気象情報」」と表記される。
- 大半の放送局では、番組の最後に「つづいてNews Watch 9」と表記される（初代ロゴ時代、片仮名表記での正確な番組名は『ニュースウオッチ9』であるが、ここでは『ニュースウオッチ9』と異なる表記がなされていた。2代目ロゴとなってからはローマ字表記となっている）。